# Мудехарское восстание (1264—1266)
Мудехарское восстание 1264—1266 годов — восстание мусульманского населения (мудехаров) в регионах Нижней Андалусии и Мурсии, входивших в состав Кастильского королевства. Восстание было ответом на политику Кастилии по переселению мусульманского населения из этих регионов и было частично спровоцировано гранадским эмиром Мухаммадом I. Повстанцам помогал независимый Гранадский эмират, а кастильцы были союзниками Арагона. В начале восстания повстанцам удалось захватить Мурсию и Херес, а также несколько небольших городов, но в конечном итоге потерпели поражение от королевских войск. Впоследствии Кастилия изгнала мусульманское население отвоеванных территорий и призвала христиан из других мест заселять свои земли. Гранада стала вассалом Кастилии и платила ежегодную дань.

## Фон
Восстание произошло во время Реконкисты, многовекового завоевания мусульманских территорий на Пиренейском полуострове (называемого мусульманами Аль-Андалус) христианскими королевствами из северной части Иберии. Ислам присутствовал в Иберии со времен завоевания Омейядов в восьмом веке. В начале XII века мусульманское население полуострова, по оценкам, насчитывало до 5,6 миллиона человек, среди которых были арабы, берберы и новообращенные коренные жители. В последующие века христианские королевства неуклонно росли в силе и территориях, в то время как мусульманские пришли в упадок. Начало XIII века было периодом больших потерь для мусульман. Халифат Альмохадов, доминировавший в мусульманской Иберии, впал в династическую борьбу после того, как Юсуф II умер в 1224 году, не оставив наследника. Аль-Андалус распался на несколько небольших королевств или таиф. Тем временем король Фердинанд III объединил христианские королевства Кастилия и Леон в 1231 году и, воспользовавшись разобщенностью мусульман, завоевал различные территории на юге . Его завоевания в этот период включали бассейн Гвадалквивира (также известный как Нижняя Андалусия) и Мурсия, которые стали главными центрами этого восстания.
2 апреля 1243 года город Мурсия сдался инфанту Альфонсо (будущий Альфонсо X), после чего он стал полунезависимым вассалом Кастилии. Херес, один из оставшихся мусульманских анклавов в Андалусии, сдался в 1261 году после месячной осады. Альфонсо X взошел на кастильский престол в 1252 году, к тому времени, согласно историку Л. П. Харви, мусульманских подданных можно было разделить на две группы: выходцев из Старой и Новой Кастилии, которые жили в течение нескольких столетий под стабильным кастильским правлением, в устоявшихся сообществах и имели права, закрепленные в хартиях их родных городов, и выходцы из областей, завоеванных в тринадцатом веке, которые пострадали от политической нестабильности. Многие были переселены их христианскими завоевателями или мигрировали в управляемую мусульманами Гранаду и, в некоторых редких случаях, в Северную Африку. Политика переселения была сочтена мусульманским населением репрессивной и привела к протесту, представленному папе римскому. Эта политика была главным фактором в развязывании восстания.
На юге Пиренейского полуострова под властью Мухаммеда I ибн аль-Ахмара возник Гранадский эмират. В 1246 году он согласился платить дань и присягнуть на верность Кастилии (тогда еще при отце Альфонсо Фердинанде III) в обмен на мир. Мухаммад I использовал последовавший мир, чтобы укрепить свой эмират. Кроме того, его войска участвовали в некоторых кастильских кампаниях против других мусульманских территорий, включая завоевание Севильи (1248 г.) и Хереса (1261 г.). Однако позиция Мухаммеда была далека от однозначно прокастильской. Историк Л. П. Харви предположил, что после кастильского завоевания мусульманской тайфы Ньебла в 1262 году, он осмелел как единственный независимый мусульманский правитель в Испании и стремился ослабить кастильский контроль над их недавно завоеванными территориями.

## Ход войны

### Начало восстания
Восстание началось почти одновременно в Нижней Андалусии и Мурсии. Восстание, вероятно, началось в период с апреля по июнь 1264 года, когда имя Мухаммеда I было вычеркнуто из списка верных вассалов короля Кастилии и Леона Альфонсо X. 10 июля произошла стычка, в которой гранадцы нанесли поражение кастильским силам. В августе 1264 года мусульманские жители Хереса при поддержке союзников из Альхесираса и Тарифы напали на превосходящий по численности королевский гарнизон во главе с Нуньо Гонсалесом де Лара. Деморализованный Нуньо покинул свой пост, и 8 августа был взят Алькасар. Согласно песням в Cantigas de Santa Maria, мудехары захватили всех солдат, разрушили часовню Марии и попытались сжечь статую Марии, но статуя чудом устояла перед пламенем. Через два дня прибыло подкрепление из Севильи, но было уже слишком поздно.
Вслед за Хересом перед повстанцами пали и нижние андалузские города Лебриха, Аркос и Медина-Сидония. Близлежащий замок Матрера, удерживаемый рыцарями Калатравы, успешно защищался гарнизоном. В Мурсии пал сам город Мурсия, а также Галера, но Ориуэла была успешно защищена королевскими войсками. Мусульмане Мурсии вытеснили королевский гарнизон города и объявили о своей верности Мухаммеду I, который назначил Абу Мухаммада ибн Ашкилула губернатором. Тесть Альфонсо, король Арагона Хайме I писал, что «триста городов, больших городов и замков» были захвачены повстанцами и что Альфонсо и королева Виоланта избежали покушения в столице, Севилье. Тем не менее, Альфонсо не упомянул о какой-либо попытке убийства, и подсчет Хайме, возможно, был преувеличением.
Эмират Гранада, чьи силы позже будут подкреплены добровольцами из Северной Африки, полностью поддержал восстание. Дополнительные мусульманские войска из Северной Африки попытались высадиться в устье Гвадалквивира, но были отброшены Альфонсо. В конечном итоге североафриканские войска не сыграли значительной роли в войне. Мусульмане из Старой и Новой Кастилии, например, из Авилы, Бургоса, Аревало и Мадрида, которые на протяжении поколений находились под кастильским правлением и не пострадали от политики переселения Альфонсо, в основном не присоединились к восстанию.

### Контратака Кастилии
Кастильские войска контратаковали, двинулись на Херес, ключевой гарнизонный город, и отбили его в конце 1264 года (возможно, 9 октября) после осады. Захваченные повстанцами города Вехер, Медина-Сидония, Рота и Санлукар-де-Баррамеда также пали перед королевскими войсками. Мусульмане из отвоеванных городов были изгнаны, мечети в Хересе были преобразованы в церкви, а регион был заселен христианами из других мест. Между тем, королева Виоланта обратилась за помощью к своему отцу, королю Хайме I Арагонскому, который сначала не хотел оказывать поддержку, но в конце концов согласился.
Несмотря на то, что Херес и другие города пали, гранадские силы по-прежнему активно атаковали кастильские позиции. Кантиги упоминают неудачную гранадскую осаду замка Чинкойя, якобы после того, как статуя Девы Марии, установленная на валах, отбила у гранадцев охоту атаковать. Несмотря на неудачу в Чинкойе, Мухаммед I, вероятно, захватил много плохо защищенных замков вдоль границы. В ответ на гранадскую угрозу города Верхней Андалусии заключили пакт о братстве в Андухаре 26 апреля 1265 года, поклявшись в сотрудничестве и общей защите.
Тем временем кастильский король Альфонсо начал подготовку к вторжению в Гранаду. Он установил связь с Бану Ашкилула, могущественной семьей в эмирате, находящейся в разногласиях с правящей династией Насридов. В начале 1265 года между Альфонсо и Мухаммедом произошло крупное сражение, закончившееся важной победой Кастилии. Впоследствии Альфонсо вторгся в Гранаду в конце весны 1265 года и к лету расположился лагерем на равнинах Гранады. Его силы совершили набег на территорию Гранады, включая Алькала-де-Бенсайде, в сорока милях (64 км) от столицы эмирата.

### Завоевание
Хотя король Арагона Хайме I согласился помочь Кастилии, сначала его задержали переговоры со своей знатью. Каталонские кортесы согласились поднять налоги для кампании в июле 1264 года, но парламент другого его владения, арагонские кортесы, первоначально отклонил кампанию, когда они встретились в ноябре. Хайме I провел следующие месяцы, убеждая арагонских лордов, прежде чем они согласились поддержать его кампанию. В мае 1265 года архиепископ Таррагоны и епископ Валенсии начали проповедовать крестовые походы. В конце лета инфант Педро совершил набег на контролируемую повстанцами сельскую местность. В октябре сам король Хайме повел арагонские силы вторгнуться в удерживаемую повстанцами Мурсию.
Когда армия Хайме продвинулась к Мурсии, удерживаемые мусульманами города в регионе, включая Вильену, Эльду, Петрер, Ориуэлу, сдались его войскам. Гранада послала контингент численностью 2800 человек на помощь Мурсии, но потерпела поражение от арагонских войск. 2 января 1266 года Хайме осадил город. После стычек и переговоров 31 января Мурсия сдалась. Хайме вошел в город 3 февраля 1266 года, и его мечеть была переосвящена в церковь (позже собор Мурсии), где священники Хайме провели мессу. Когда Мурсия была в безопасности, король Арагона Хайме вернулся в свое королевство в марте и больше не участвовал в войне.

### Конец войны
Еще в 1266 году Бану Ашкилула восстали против гранадского эмира Мухаммеда I из своей крепости в Малаге. Они предложили альянс Альфонсо X, который ответил, пообещав лично защитить их, и отправил отряд из 1000 человек под командованием Нуньо Гонсалеса де Лара для защиты Малаги. Взамен Бану Ашкилула могли бы пообещать уступить Антекеру, Арчидону и Марбелью Кастилии . С этого момента отсутствуют записи о сражениях или военных операциях, но казалось, что союз Кастилии и Бану Ашкилула получает преимущество.
Когда его союзники потерпели поражение и столкнулись с врагами на двух фронтах, гранадский эмир Мухаммед I потребовал мира. Он и его сын (будущий Мухаммед II) заключили договор в Алькала-де-Бенсайде, по которому Мухаммед согласился стать вассалом короля Кастилии Альфонсо и платить дань в размере 250 000 мараведи в год. Источники различаются по дате этого договора. Королевские хроники Альфонсо X датируют его 1265 годом, но современный историк Джозеф Ф. О’Каллаган отверг эту дату как «запутанную». Аль-Баян аль-Мугриб марокканского историка Ибн Идхари (написано в 1312 г.) датирует договор 665 годом хиджры, что соответствует диапазону между октябрем 1266 года и сентябрем 1267 года . О’Каллаган датировал его 1267 годом, возможно, концом мая или началом июня, в то время как другой историк, Саймон Р. Даблдей, датировал его концом августа или началом сентября 1266 года.

### Последствие
Провал восстания имел катастрофические последствия для мусульман Андалусии и Мурсии. Кастилия полностью аннексировала Мурсию, которая была полунезависимой с 1244 года, за исключением Ориуэлы и Эльче, которые были аннексированы Арагоном . Победители применяли суровые наказания на мятежных территориях, включая массовое изгнание и этнические чистки. Король Кастилии Альфонсо X заплатил христианам из других мест, чтобы они заселили бывшие мусульманские земли, и мечети были преобразованы в церкви. С этого момента мусульман в Андалусии почти не осталось. В Мурсии осталось многочисленное мусульманское население с гарантированными религиозными правами, но они были вынуждены переехать в пригород Арришака, а их дома и земли в городе были поделены между христианскими поселенцами. Со временем Альфонсо сократил долю земель, отведенных мусульманам.
В Гранаде восстание имело неоднозначные последствия. Гранада потерпела тяжелое поражение и должна была заплатить Кастилии огромную дань, значительно большую, чем та, которую она заплатила до восстания. Однако подписание договора обеспечило его выживание, и Гранада стала единственным независимым мусульманским государством на полуострове. Мусульмане, изгнанные Кастилией, эмигрировали в Гранаду, укрепив население эмирата.
Для Кастилии восстание, которое почти увенчалось успехом, представляло серьезную угрозу правлению Альфонсо X и поколебало его уверенность в себе. В годы после восстания он мало что сделал, и впоследствии восстание начало разжигаться среди его дворян, в том числе укрывшихся в Гранаде. Присутствие Гранады на его южных границах также осложняло его попытки начать крестовый поход в Африку . Выплаты дани из Гранады стали как источником дохода, так и серьезной проблемой, потому что возникшая в результате инфляция уменьшила эффективный доход кастильской знати и затруднила привлечение поселенцев с помощью платежей. Альфонсо X оставался в Хересе до конца 1268 года, наблюдая за христианским заселением территорий и пытаясь остановить инфляцию.
Мудехары Старой и Новой Кастилии, большинство из которых не присоединились к восстанию, не пострадали от изгнания, введенного на мятежных территориях. Однако сообщество стало менее заметным, чем раньше, приняв, что свобода действий и второсортный статус были платой за выживание.